# Ellen Arthur
Ellen Lewis Herndon Arthur (ur. 30 sierpnia 1837 w Culpeper, zm. 12 stycznia 1880 w Nowym Jorku) – żona dwudziestego pierwszego prezydenta Stanów Zjednoczonych Chestera Arthura.

## Życiorys
Ellen Lewis urodziła się 30 sierpnia 1837 roku w Calpeper jako córka oficera marynarki wojennej, Williama Lewisa Herndona. Młodość spędziła głównie we Fredericksburgu, a w wieku 16 lat wyjechała do Europy. W 1856 roku w Nowym Jorku poznała swojego przyszłego męża, Chestera Alana Arthura. Zaręczyli się 1858, a ich ślub odbyła się 25 października 1859 roku w Nowym Jorku. Mieli troje dzieci: Williama Lewisa Hendrona Arthura (ur. 10 grudnia 1860, zm. 7 lipca 1863), Chestera Alana (ur. 25 lipca 1864, zm. 17 lipca 1937) i Ellen Hendron (ur. 21 listopada 1871, zm. 6 września 1915). Oboje zamieszkali w Nowym Jorku, wraz z matką Ellen, która była już wdową.
Ponieważ Ellen pochodziła z Południa, podczas wojny secesyjnej, musiała być ostrożna w kontaktach towarzyskich, by nie urazić zwolenników Unii, ani nie stracić kontaktów z rodziną. Miała skryte sympatie prokonfederackie, jednak nie popierała ich aktywnie.
Ellen nie popierała politycznych aspiracji męża i nie podobało jej się towarzystwo w jakim się obraca. W pewnym momencie małżonkowie oddalili się na tyle, że rozważali separację. Gdy w 1878 roku zmarła matka Ellen, udała się w podróż do Francji by sprowadzić ciało do USA. Fakt ten nadszarpnął jej zdrowie. Na początku 1880 roku poważnie się przeziębiła. Zmarła 12 stycznia 1880 roku w Nowym Jorku.